# Wojciech Bogusławski
Wojciech Romuald Bogusławski (n. 9 aprilie 1757, Glinno, lîngă Poznań - d. 23 iulie 1829, Varșovia) a fost un actor polonez, regizor de teatru, dramaturg, pedagog, traducător și cîntăreț de operă.

## Biografie
Între anii 1762 și 1770 a studiat în Varșovia. Între anii 1783 și 1784 a fost directorul trupei „Actorii naționali” în Varșovia. În 1785, la Vilnius, a format un teatru care a prezentat spectacole în Polonia, Galiția și în guberniile de vest ale Rusiei. Această experiență a contribuit la constituirea Teatrului național polonez. Din 1789, revenit în Varșovia a condus din nou trupa „Actorii naționali", punând în scenă opere ale dramaturgilor străini (W. Shakespeare, Molière, Beaumarchais, G. E. Lessing), polonezi (J. Niemcewicz), precum și piese proprii („Henryk VI na łowach” - Henric al VI-lea la vănătoare), 1792) și altele. W. Bogusławski a fost și întemeietor al Teatrului de operă. A jucat și a cântat în opere cu dăruire și talent.